# Ceratopsyche walkeri
Ceratopsyche walkeri är en nattsländeart som först beskrevs av Betten och Martin E. Mosely 1940.  Ceratopsyche walkeri ingår i släktet Ceratopsyche och familjen ryssjenattsländor. Inga underarter finns listade i Catalogue of Life.